# ديفي تشايس
ديفي إليزابيث تشايس (بالإنجليزية: Daveigh Elizabeth Chase)‏ هي ممثلة أمريكية ولدت في يوم 24 يوليو 1990 في مدينة لاس فيغاس في الولايات المتحدة، مثلت دور روندا فولمر في مسلسل بيغ لوف وليلو بيليكي في سلسلة ليلو وستيتش.

## الحياة الشخصية
في فبراير 2017 تم القبض عليها بتهمة مشاهدتها لرجل ميت في لوس أنجلوس من دون أن تقله إلى المستشفى، حيث توفي متأثراً بالمخدرات، تم الإفراج عنها بعد ذلك بعد تأكدهم بعدم وجود جريمة قتل. تم القبض عليها مرة أخرى في نوفمبر 2017 بتهمة ركوب سيارة لشخص من دون أخذ إذنه.

## روابط خارجية
- ديفي تشايس على موقع IMDb (الإنجليزية)
- ديفي تشايس على موقع ألو سيني (الفرنسية)
- ديفي تشايس على موقع ميوزك برينز (الإنجليزية)
- ديفي تشايس على موقع أول موفي (الإنجليزية)
- ديفي تشايس على موقع قاعدة بيانات الأفلام السويدية (السويدية)
- ديفي تشايس على موقع إن إن دي بي (الإنجليزية)
- ديفي تشايس على موقع قاعدة بيانات الفيلم (الإنجليزية)
- ديفي تشايس على موقع كينوبويسك (الروسية)